# Kim Min-woo
Kim Min-woo (en coreano: 김민우; Jinju, Gyeongsang del Sur, 25 de febrero de 1990) es un futbolista surcoreano. Juega como centrocampista en el Ulsan HD F. C. de la K League 1.

## Selección nacional
Ha sido internacional con la selección de fútbol de Corea del Sur en 22 ocasiones y ha convertido un gol.

### Participaciones en Copas del Mundo
| Mundial                               | Sede   | Resultado        | Partidos | Goles |
| ------------------------------------- | ------ | ---------------- | -------- | ----- |
| Copa Mundial de Fútbol Sub-20 de 2009 | Egipto | Cuartos de final | 4        | 3     |
| Copa Mundial de Fútbol de 2018        | Rusia  | Fase de grupos   | 2        | 0     |

### Participaciones en Copas Asiáticas
| Copa               | Sede      | Resultado  | Partidos | Goles |
| ------------------ | --------- | ---------- | -------- | ----- |
| Copa Asiática 2015 | Australia | Subcampeón | 1        | 0     |

## Clubes
| Club                    | País          | Año       |
| ----------------------- | ------------- | --------- |
| Sagan Tosu              | Japón         | 2010-2016 |
| Suwon Samsung Bluewings | Corea del Sur | 2017-2022 |
| Sangju Sangmu (cedido)  | Corea del Sur | 2018-2019 |
| Chengdu Rongcheng       | China         | 2022-2023 |
| Ulsan HD F. C.          | Corea del Sur | 2024-     |

## Palmarés

### Campeonatos nacionales
| Título        | Club                    | País          | Año  |
| ------------- | ----------------------- | ------------- | ---- |
| Korean FA Cup | Suwon Samsung Bluewings | Corea del Sur | 2019 |
| K League 1    | Ulsan HD F. C.          | Corea del Sur | 2024 |

### Campeonatos internacionales
| Título                      | Selección     | Sede  | Año  |
| --------------------------- | ------------- | ----- | ---- |
| Campeonato del Este de Asia | Corea del Sur | China | 2015 |
| Campeonato del Este de Asia | Corea del Sur | Japón | 2017 |